# Autopistas y túneles
Autopistas y túneles es el sexto álbum de la banda argentina Super Ratones. Fue publicado en 1998 y muestra una madurez en el sonido del grupo, influenciado por el britpop y bandas como Blur y Oasis, además de referencias a la ciudad de Buenos Aires y al tango.
Desde la portada, con fotografías de los cuatro músicos al estilo "Let It Be" de The Beatles se puede adivinar la fuerte impronta británica en el disco.

## Historia
"Autopistas y túneles" se grabó durante febrero y marzo de 1998. La banda trabajó con Juanchi Baleirón (Los Pericos), quien produjo el álbum. 
La placa fue registrada en los estudios El Pie y Robledo Sound Machine de la ciudad de Buenos Aires, con Eduardo Bergallo como ingeniero de grabación. El propio Bergallo realizó la mezcla (en El Pie) y la masterización (en Mr. Master).
El disco fue lanzado por el sello EMI en la mayoría de los países de América Latina a finales de ese mismo año, y resultó ser uno de los puntos de inflexión en la historia de Super Ratones.
Ha sido citado como uno de los álbumes más innovadores de la banda, recibiendo excelentes críticas, desde revistas como Rolling Stone hasta los principales periódicos del país como Clarín. Ahora es considerado un álbum de culto del rock argentino de los años 90.

"Acá todo volvió a empezar en serio. Pudimos librarnos de la vieja compañía y firmamos con EMI que escucho los demos nuevos y apostó todo a una banda con más de 10 años que todos daban por muerta. Por primera vez contamos con un presupuesto de grabación para un buen estudio (El Pie), un gran productor (Juanchi Baleirón) y un Señor Ingeniero (Eduardo Bergallo). Juntos, en equipo seleccionamos los temas, que habíamos hecho más de 50 temas en demos, y nos metimos a grabar. Tardamos aproximadamente un mes y descubrimos una nueva forma de trabajar, mucho más productiva y profesional. El disco tuvo buena recepción en la prensa especializada, en los músicos y en la gente que todavía tenía la imagen nuestra con remeras rayadas en la TV. 'Aguafuertes' fue el primer tema que sonó y supongo que los cambios de ritmo, el bandoneón (maravillosamente tocado por Axel Krygier) y la letra tuvieron mucho que ver. Hay una serie de temas que son el puntapié inicial para una nueva etapa musical del grupo: aparte de 'Aguafuertes' están 'Granja media argentina', 'Invisible' y 'Juntando las piezas' entre otros".
Fernando Blanco

En cuanto a lo compositivo, son claras las influencias de The Beatles, aunque también pueden encontrarse referencias a bandas contemporáneas como Oasis y Blur, referentes del britpop que se encontraba en su apogeo. Las letras -y en algunos casos la música- muestran el fuerte idilio del grupo con su adoptiva Buenos Aires. José Luis Properzi mencionó que en aquel momento estaba leyendo a Roberto Arlt, Jorge Luis Borges y redescubriendo y reeducando su oído para disfrutar de la música de su coterráneo, el marplatense Astor Piazzolla. 
De ahí se puede desprender que si bien, en el uso de herramientas como el sonido de guitarras fuertes, se vislumbre el aspecto britpop, enseguida ya hay compases, timbres y hasta instrumentos autóctonos como el bandoneón, que remiten emotivamente al tango rioplatense.

"Nosotros veníamos de una visión musical muy retro en nuestros comienzos. La ola del pop británico se empezó a sentir en Argentina recién tipo mediados de 1997. Nuestra manera de componer estaba fuertemente influenciada por los Beatles así que lo único que hicimos fue distorsionar las guitarras e incorporar instrumentos exóticos para nuestro formato de cuarteto. El Bandoneón y la melancolía porteña se cristalizaron en un estilo que se fue perfilando como propio de Súper Ratones".
Mario Barassi

En "Autopistas y túneles" se respira un nuevo aire, motivado por el cambio de compañía discográfica. Es el primer paso en la çonsolidación de Super Ratones como una de las bandas argentinas que más cuidado ponen en su producto, especialmente en los arreglos vocales.
"Primer disco con una multinacional de esta banda que siempre incursionó en un estilo divertido de rock and roll clásico que le daba rédito en los shows, pero que también los encasillaba demasiado. Ya en su producción anterior habían mostrado chances nuevas que confirman en este disco, desarrollando un estilo de rock y pop propio, las letras tienen sustancia cotidiana y social. Sobresale especialmente el corte 'Aguafuerte'".

## Lista de canciones
| N.º | Título                  | Autores y compositores                 |
| --- | ----------------------- | -------------------------------------- |
| 1.  | Juntando Las Piezas     | Blanco / Properzi                      |
| 2.. | Aguafuertes             | Blanco / Properzi                      |
| 3.  | Mientras Los Días Pasan | Blanco / Properzi                      |
| 4.  | Granja Media Argentina  | Blanco / Properzi                      |
| 5.  | Paula                   | Blanco / Properzi                      |
| 6.  | Pasajeros               | M.A. Barassi                           |
| 7.  | Invisible               | Blanco / Properzi                      |
| 8.  | Solo (El Gran Derroche) | Blanco / Properzi                      |
| 9.  | De Pie                  | Blanco / Properzi                      |
| 10. | Mar De Las Pampas       | Blanco / Properzi                      |
| 11. | La Otra Cara            | M.A. Barassi                           |
| 12. | Van A Cambiar           | Blanco / Properzi                      |
| 13. | La Verdad               | Blanco / Properzi                      |
| 14. | Un Paseo Por El Parque  | Blanco / Properzi / Barassi / Granieri |

## Músicos
- Fernando Blanco: bajo, voz
- Mario Barassi: guitarra rítmica, voz
- José Luis Properzi: batería, piano, voz
- Oscar Granieri: guitarra líder, voz

## Músicos invitados
- Juanchi Baleirón (Los Pericos) guitarras a lo largo del disco
- Diego Blanco (Los Pericos) percusión
- Axel Krygier acordeón en "Aguafuertes"
- Mariano Cinia bandoneón en "Aguafuertes"
- Marciano Cantero (Los Enanitos Verdes) voz en "De pie"